# Eleutherodactylus andrewsi
Espèce
Statut de conservation UICN

 EN B1ab(iii) : En danger
Eleutherodactylus andrewsi est une espèce d'amphibiens de la famille des Eleutherodactylidae.

## Répartition
Cette espèce est endémique de la Jamaïque. Elle se rencontre de 545 à 1 970 m d'altitude dans les Blue Mountains et les Monts John Crow.

## Description
Les femelles mesurent jusqu'à 26 mm.

## Étymologie
Cette espèce est nommée en l'honneur de Ethan Allen Andrews (1859–1956).

## Publication originale
- Lynn, 1937 : Two new frogs from Jamaica. Herpetologica, vol. 1, no 3, p. 88-91.